# Chiesa di San Lucano (Auronzo di Cadore)
La chiesa di San Lucano è la parrocchiale di Villapiccola, in provincia di Belluno e diocesi di Belluno-Feltre; fa parte della convergenza foraniale di Ampezzo-Cadore-Comelico.

## Storia

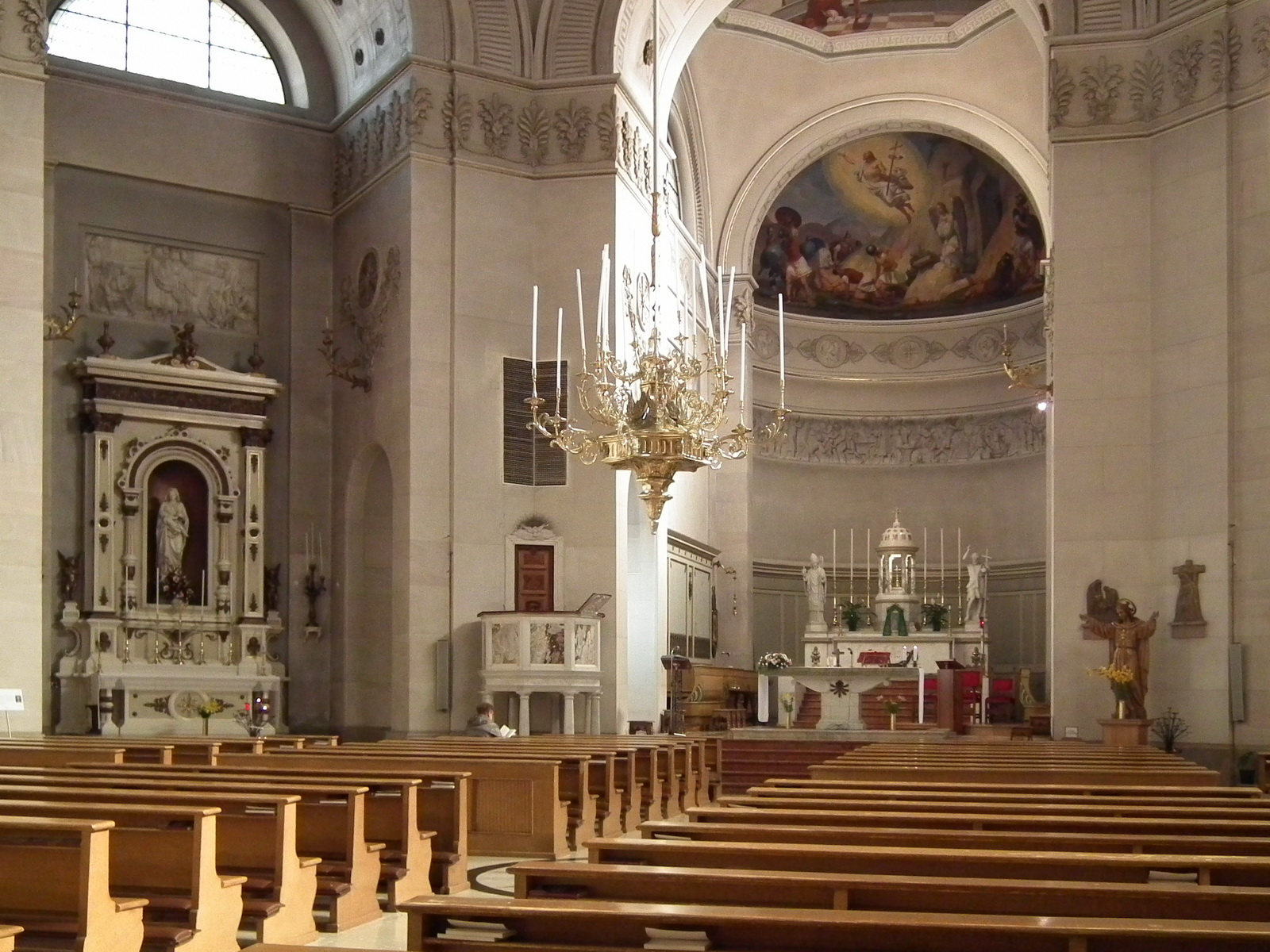
L'interno

Nel libro "Il Cadore e i benedettini di Follina e Busco" si trova la prima attestazione della chiesa di San Lucano. Il giorno  11 gennaio 1229  Widolino da Auronzo fa testamento e lascia un maso in eredità alle chiese di S. Giustina e S. Lucano. Giovanni Fabbiani cita poi un documento datato 7 febbraio 1352. Il luogo era comunque frequentato già in età romana , come dimostrano le sei monete romane da Augusto a Settimio Severo, ritrovate nel 1853 durante la costruzione del campanile. La chiesa fu consacrata il 29 settembre 1439. Dalla relazione della visita pastorale del 1604 effettuata dall'arcivescovo titolare di Tiro e coadiutore di Aquileia Ermolao Barbaro s'apprende che la chiesa di Villapiccola era dotata di tre altari e di un campanile con due campane. All'inizio del XIX secolo quest'edificio era ormai diventato insufficiente a soddisfare le esigenze della popolazione e, così, il 26 marzo 1839 il comune di Auronzo deliberò di riedificare la chiesa. Fu incaricato dapprima l'architetto Palatini di Pieve di Cadore, che scelse in che punto del paese sarebbe sorta la nuova chiesa, ma, poi, il progetto venne affidato a Giuseppe Segusini di Feltre. A causa di lentezze burocratiche, di questioni finanziarie e delle vicende legate alla Prima guerra di indipendenza l'edificazione del nuovo edificio fu rimandata per anni fino al 1850, quando si indisse la gara per l'aggiudicazione dei lavori, che fu vinta dallo svizzero Domenico Bernasconi; si scelse poi di erigerlo in un luogo diverso da quello indicato dal Palatini. La prima pietra della nuova chiesa fu posta il 22 luglio 1851; i lavori terminarono nel 1856 e la consacrazione venne impartita il 28 settembre dello stesso anno, come ricorda un'iscrizione che recita: D. O. M. IN HONOREM DIVI LUCANI TEMPLUM HOC JOANNES RAINERIUS EQUES EPISCOPUS FELTRIENSIS ET BELLUNENSIS PRIMA QUA FUNCTUS EST CONSECRATIONE DOMINICA ULTIMA SEPTEMBRIS RECOLENDA DEDICAVIT IV KAL. OCTOBRIS AN. MDCCCLVI. La chiesa fu eretta a parrocchiale nel 1944. L'edificio venne poi restaurato tra il 1955 ed il 1956.
L'attuale campanile risale agli anni '20 e si intona perfettamente con la chiesa, pur essendo di quasi un secolo più tardo. Venne costruito in sostituzione del campanile medioevale ormai pericolante. 
L'organo venne costruito nel 1859 da G.B. De Lorenzi di Vicenza ed è un particolare strumento fonocromico, a due tastiere.